# .hack//ZERO
.hack//ZERO est un roman japonais de la série .hack de Michiko Yokote sorti le 30 mai 2003.